# Zond 2
Zond 2 ist der Name einer gescheiterten sowjetischen Marssonde, die am 10. November 1964 gestartet wurde. Die Sonde gelangte zunächst in einen 153 × 219 km hohen Erdorbit und danach auf eine lange stark gebogene Mars-Transferbahn, um die Relativgeschwindigkeit zu minimieren. Da sich eines der beiden Solarpaneele nicht entfaltete, stand der Sonde nur die Hälfte der zu erwarteten elektrischen Leistung zur Verfügung. Im Laufe der Zeit wurde der Kontakt mit Zond 2 immer problematischer und lückenhafter. Er brach am 2. Mai 1965 endgültig ab. Am 6. August 1965 flog sie unterschiedlichen Angaben zufolge in einer Entfernung von 1500 oder 650.000 km am Mars vorbei.
Die Sonde erhielt keine Nummer aus dem Mars-Programm, sondern wurde dem heterogenen Zond-Programm zugeordnet. Neben Messungen und Fotos in Marsnähe bestand ihre Aufgabe offenbar in der Erforschung des interplanetaren Raumes zwischen Erde und Mars, sowie in der Erprobung von wissenschaftlichen Instrumenten, eines Ionenantriebs und der Funkverbindung über größere Entfernungen. Die sechs Ionentriebwerke der Sonde wurden vom 8. bis 18. Dezember 1964 erfolgreich getestet.